# Вивільга червоногруда
Вивільга червоногруда (Oriolus cruentus) — вид співочих птахів родини вивільгових (Oriolidae).

## Поширення
Вид поширений на Малайському півострові і Великих Зондських островів. Його природними середовищами існування є субтропічний або тропічний вологий низинний ліс та субтропічний або тропічний вологий гірський ліс.

## Підвиди
Включає чотири підвиди:
- O. c. malayanus Robinson & Kloss, 1923 - трапляється на Малайському півострові;
- O. c. consanguineus (Ramsay, RGW, 1881) - на Суматрі;
- O. c. cruentus (Wagler, 1827) - на острові Ява;
- O. c. vulneratus Sharpe, 1887 - на півночі Калімантану.